# Dendrobium doormanii
Dendrobium doormanii är en orkidéart som beskrevs av Johannes Jacobus Smith. Dendrobium doormanii ingår i släktet Dendrobium, och familjen orkidéer. Inga underarter finns listade i Catalogue of Life.